# Rocznik (annał)
Rocznik, annał – spis wydarzeń o charakterze publicznym z danego roku,
zestawionych w porządku chronologicznym. 

## Ważniejsze roczniki wydawane w Polsce
- Rocznik Statystyczny Rzeczypospolitej Polskiej
- Mały Rocznik Statystyczny